# Серетеле (Казерта)
Серетеле је насеље у Италији у округу Казерта, региону Кампанија.
Према процени из 2011. у насељу је живело 54 становника. Насеље се налази на надморској висини од 171 м.